# Kehila
Kehila est un village de l'Ouest estonien se situant dans la commune de Saaremaa (jusqu'en octobre 2017 commune de Kihelkonna) du comté de Saare en Estonie.